# Anne de Lévis
Anne de Lévis (* vor 1581; † 30. Dezember 1624) war ein französischer Adliger und Militär.
Er war Comte und (1591) 2. Duc de Ventadour, (1594) Pair de France, Baron de La Voulte, Seigneur de Douzenac, de Boussac, de  Roche-en-Régnier, d’Annonay, de Cornillon, de Vauvert etc., Gouverneur und Senschall des Limousin und Lieutenant-général Heinrichs IV. im Languedoc.

## Leben
Anne de Lévis ist der zweite Sohn von Gilbert III. de Lévis, Comte, dann 1. Duc de Ventadour, Baron de Cornillon und Pair de France, und Catherine de Montmorency, Tochter des Connétable Anne de Montmorency.
Sein Geburtsjahr ist nicht bekannt. 1581 ist er das erste Male bezeugt, als er unter dem Kommando des Duc d’Alençon in der Grafschaft Flandern diente. Als sein Bruder Gilbert de Lévis, Comte de La Voulte, vor 1591 ledig und ohne eheliche Nachkommen starb, wurde er dessen Nachfolger als Erbe seines Vaters, der im gleichen Jahr nach dem 9. Mai verschied.
Anne de Lévis war ein Anhänger des Königs Heinrich IV., in dessen Auftrag er die Truppen der Heiligen Liga bei Limoges schlug, 1591 dann bei Souillac im Quercy. Im August 1594 belagerte er mit drei bis viertausend Soldaten die Stadt Le Puy-en-Velay, zog sich dann aber nach einigen Wochen zurück.
Am 24. Januar 1594 erhielt er in Tours die Registrierung der Erhebung Ventadours zur Duché-Pairie durch das Parlement, die bereits zugunsten seines Vaters ausgesprochen worden war. Im gleichen Jahr repräsentierte er die Grafen der Provinz Champagne bei der Krönung Heinrichs IV. Am 2. Januar 1599 wurde er zum Ritter im Orden vom Heiligen Geist ernannt. 1622 eröffnete er die États de Languedoc in Beaucaire und hielt dort am 8. Dezember des Jahres eine feierliche Rede.
Anne de Lévis testierte am 23. Juni 1617 und ergänzte das Testament am 3. Dezember 1624, wobei er seinen Sohn Henri als Universalerben einsetzte, und starb am 30. Dezember 1624. Er wurde in La Voulte bestattet.

## Ehe und Nachkommen
Per Ehevertrag (Alais 25. Juni, 28. Juni und 27. Juli 1593) heiratete er seine Kusine Marguerite de Montmorency (* 1577), 1632 Dame de Damville, Tochter von Henri I. de Montmorency, Duc de Montmorency und Connétable von Frankreich, und Antoinette de La Marck, die wiederum eine Tochter von Robert IV. de La Marck war (Haus Montmorency). Ihre Kinder waren:
- Anne de Lévis (* 1594/95; † 17. März 1662), Abt von Meynac und Auricourt, Trésorier der Sainte-Chapelle in Paris, 1651 Erzbischof von Bourges und Gouverneur des Limousin, bestattet in der Kathedrale von Bourges
- Henri de Lévis (* 1595/96; † 15. Oktober 1680), 1622/31 3. Duc de Ventadour, Pair de France, Baron de La Voulte, Prince de Maubuisson, Comte de Vauvert etc., 1613/31 Lieutenant-général des Languedoc, 1628 geistlich, 1650 Domherr, dann Domdechant zu Paris, bestattet in der Kathedrale Notre-Dame de Paris; ⚭ (Ehevertrag 26. April und 5. Juli 1620) Marie-Liesse de Luxembourg, Princesse de Tingry (* April 1611; † 18. Januar 1660), 1628 geistlich, 1629 Karmelitin in Avignon, 1634 in Chambéry, Tochter von Henri de Luxembourg, duc de Piney, Pair de France, und Madeleine de Montmorency (Haus Luxemburg-Ligny)
- François de Lévis (* 1596; † X 17. September 1625 bei La Rochelle), 1612/24 Bischof von Lodève, tritt zurück, 1624 Abt von Saint-Martin-aux-Bois, Abt von Meynac, 1625 Comte de Vauvert
- Charlotte Catherine de Lévis (* 1597; † 1. Januar 1619); ⚭ (Ehevertrag 9. Juni 1616) Just Henri, Comte de Tournon et de Roussillon († 14. März 1643)
- Charles de Lévis (* 1599/1600; † 18. Mai 1649 in Brive-la-Gaillarde), 1604/07 Bischof von Lodève, tritt zurück, 1607 Comte de Vauvert, 1621 Marquis d’Annonay, 1631 4. Duc de Ventadour, Pair de France, Baron de La Voulte, Lieutenant-général des Languedoc und Seneschall des Limousin, 1633 Ritter im Orden vom Heiligen Geist, bestattet in Ussel; ⚭ (1) (Ehevertrag 24. März 1634) Suzanne de Lauzières († 27. Mai 1640), Tochter von Antoine de Lauzières, Marquis de Thémines, und Suzanne de Montluc; ⚭ (2) (Ehevertrag 8. Februar 1645) Marie de La Guiche (* 1622/23; † 23. Juli 1701) Tochter von Jean-François de La Guiche, Seigneur de Saint-Géran, Marschall von Frankreich, und Suzanne aux Épaules (Haus La Guiche)
- Marie Françoise de Lévis (* 1599/1600; † 1649/50), geistlich zu Chelles, Äbtissin von Avenay, 1611 Äbtissin von Saint-Pierre de Lyon
- François Christophe de Lévis (* 1602/03; † 9. September 1661 in Paris), Comte de Brion, November 1648 Duc de Damville, Pair de France, 1651 Gouverneur des Limousin, 1655 Vizekönig von Neufrankreich; ⚭ vor 5. November 1647 Anne Le Camus de Jambeville († 10. Februar 1651), Witwe von Claude Pinart, Vicomte de Comblisy, Baron de Cramailles, Seigneur de Jambeville, Président au Parlement de Paris, und Marie Leclerc de Liffeville
- Louis Hercule de Lévis († Dezember 1678 oder Januar 1679 in Montpellier), 1639 Jesuit, 1655 Bischof von Mirepoix, Abt von Saint-Martin-aux-Bois und La Couronne, bestattet in der Kathedrale von Montpellier
- Diane de Lévis († in Paris 18 Jahre alt)
- Félicie Marguerite de Lévis († in La Voulte 7 Jahre alt)

Seine Witwe starb am 3. Dezember 1660 in Paris und wurde ebenfalls in La Voulte bestattet.